# Henry Bauquier
Pour les articles homonymes, voir Bauquier.
Henry Bauquier, né le 29 mars 1873 à Nîmes et mort le 5 septembre 1952 est un écrivain et historien local français.

## Biographie
Henri Jules Joseph Marie, dit Henry Bauquier, naît le 29 mars 1873 à Nîmes.
Adjoint au maire de Nîmes, délégué aux beaux-arts, mainteneur du Félibrige et membre de Nemausa, il prend ensuite part à la fondation de la société félibréenne La Tour Magne.
Il est à l'origine du musée du Vieux Nîmes.
Membre de l'Académie de Nîmes à partir de 1919, il la préside en 1931.
Il repose au cimetière Saint-Baudile de Nîmes. Il laisse à la fois des ouvrages de numismatique et plusieurs recueils de poèmes. Il meurt le 5 septembre 1952.

## Publications
- Contre l'oubli ! : essais de poésie patriotique, Nice, Barral Frères, 1897 (BNF 30069053).
- Croquis et Réflexions : poésies, Paris, bibliothèque de l'Association, 1898 (BNF 30069054).
- Contes amers : nouvelles, Paris, bibliothèque de l'Association, 1900 (BNF 30069052).
- Quelques poètes de l'Hérault : Maffre de Baugé, Jean Fredon, Paul Hubert, Arnaud de Masquard, Henry Rigal, Ernest Gaubert, Louis Bru, Éloy Vincent, Charles Brun, Marc Varenne, Pierre Hortala, Béziers, Fabre, 1903 (BNF 31777755).
- Avec Gaston Cavalier, Histoire numismatique du comte de Chambord ou Nomenclature et description de toutes les médailles connues se rapportant au comte de Chambord (duc de Bordeaux-Henry V), en 2 t., Paris, Honoré Champion, 1912-1929 (BNF 31777754).
- Histoire iconographique du comte de Chambord, Paris, Honoré Champion, 1942 (BNF 31777752).
- Album numismatique et souvenirs iconographiques de S.A.R. Marie Caroline de Sicile, duchesse de Berry, Paris, Honoré Champion, 1951 (BNF 31777751).